# Ford Modell V8-51
Der Ford Modell V8-51 war ein Lastkraftwagen des Automobilherstellers Ford, der ab 1935 bis in die 1940er-Jahre weltweit als Ford 51 produziert und verkauft wurde. Ford of Britain baute das Modell als Fordson 61 und 62. Weltweit war der Ford Six and Eight später die Nachfolgebaureihe.

## Allgemeines
Als Nachfolgemodell des Ford Modell BB wurde der Lkw V8-51 in den USA 1935 auf Basis des Ford V8-Pkw entwickelt und anschließend weltweit produziert. Der Lastkraftwagen besaß einen wassergekühlten Achtzylinder-V-Motor (Ottomotor) mit 3,6 Litern Hubraum und einer Maximalleistung von 90 PS. Er erzielte bei einem Durchschnittsverbrauch von 26 Litern Benzin auf 100 km eine Höchstgeschwindigkeit von 83 km/h.

## Deutsche Produktion
Der Ford V8-51 wurde auch von 1937 bis 1939 im Werk Köln-Niehl von der deutschen Ford Motor Company AG (ab 1939 Ford-Werke AG) hergestellt. Der LKW wurde sowohl mit Pritschen- als auch mit Kastenaufbau, für den militärischen Einsatz auch mit offenem Fahrerhaus, teils mit Rammschutz und verschiedenen Rüstsätzen geliefert. Produziert wurden wie beim Vorgänger BB eine Kurzversion mit Radstand von 3340 mm und eine Langversion mit 3990 mm Radstand und 3 t Nutzlast.
Erkennbarer Unterschied zwischen den deutschen Ford-Modellen und ausländischen Fabrikaten war die durchgängige Frontwindschutzscheibe und das modifizierte Führerhaus. Das Fahrzeug kam in großer Zahl beim NSKK und der Wehrmacht zum Einsatz. Zu diesem Zeitpunkt hatte Ford mit seinen LKW-Typen im Bereich 2–3 t in Deutschland einen Marktanteil von 50 %.
Zahlreiche Fahrzeuge wurden nach dem Kriegsausbruch im Rahmen der materiellen Mobilmachungsergänzung von der Wehrmacht eingezogen und dienten an allen Fronten, oft auch mit Beute-LKW gleichen Typs, aber ausländischer Herkunft. Im Zuge der Umstellung auf Kriegsproduktion wurde die Herstellung zugunsten des für die Wehrmacht konzipierten Einheits-LKW 3,0 to. (Ford V 3000 S) eingestellt.
Verbliebene zivile Ford V8-51 wurden auf „Holzvergaser“ umgestellt. Die Umrüstung bei Ford ebenso wie bei anderen Herstellern geschah durch spezielle auf dem jeweiligen Firmen-Betriebsgelände angesiedelte Werkstätten der „Imbert-Generatoren-Gesellschaft“. Ein Fahrzeug dieses Typs ist im Deutschen Museum in München ausgestellt.